# L'Île aux fleurs
Pour plus de détails, voir Fiche technique et Distribution.
L'Île aux fleurs (Ilha das Flores) est un court métrage brésilien de Jorge Furtado sorti en 1989.
En novembre 2015, le film est inclus dans la liste établie par l'Association brésilienne des critiques de cinéma (Abraccine) des 100 meilleurs films brésiliens de tous les temps.

## Contexte socio-économique
L'Île aux fleurs a été tourné dans l'État de Rio Grande do Sul, au Sud du Brésil, un État qui s'est développé grâce à l'élevage et à l'agriculture. Le Brésil à ce moment-là tire profit de l'industrie agroalimentaire. Le film est clairement circonscrit dans un espace précis, soit le Brésil à la fin du XXe siècle, à l'époque le pays le plus inégalitaire au monde.
Le film donne à voir les inégalités socio-économiques entre les riches et les pauvres. Il a aussi une dimension raciale : la famille blanche a une vie relativement aisée, au point de pouvoir se permettre de jeter des aliments. L'emploi de la mère de famille est de vendre des parfums à domicile, emploi plutôt facile si on le compare à celui des cultivateurs de tomates. Les femmes et les enfants pauvres sont tous brésiliens.

## Résumé
Le film décrit le chemin que parcourt une tomate plantée par un homme, monsieur Suzuki. Celle-ci est acheminée dans une épicerie où Dona Anete se rend. Elle achète un sac de tomates. En préparant le repas — du porc à la sauce tomate —, elle jette une de ces tomates qu'elle ne considère pas comme étant assez appétissante pour la sauce. Dona Anete est représentante de commerce d'une société qui vend des parfums. Cette tomate finit son chemin à la décharge ouverte de l'Île aux fleurs, décharge située dans la ville de Porto Alegre au Brésil. Dans cette décharge, les déchets sont séparés en deux. Les déchets qui sont jugés acceptables pour les porcs sont triés en premier et donnés aux bêtes. Le reste des déchets organiques est mis à la disposition des femmes et enfants pauvres de l'Île aux fleurs pour qu'ils puissent se nourrir. Une courte séquence fait allusion à l'accident nucléaire de Goiânia (à 10' 38"). Le film se termine par une citation de la poétesse Cecília Meireles : « Liberté est un mot que le rêve humain alimente. Il n'existe personne qui l'explique et personne qui ne le comprenne. »

## Fiche technique
- Titre français : L'Île aux fleurs
- Titre original : Ilha das Flores
- Réalisation et scénario : Jorge Furtado
- Musique : Geraldo Flach
- Décors : Fiapo Barth
- Photographie : Roberto Henkin (extérieurs), Sergio Amon (studio)
- Montage : Giba Assis Brasil
- Production : Nora Goulart, Giba Assis Brasil et Monica Schmiedt
- Société de production : Casa de Cinema de Porto Alegre
- Sociétés de distribution :
  - Brésil : Casa de Cinema de Porto Alegre
  - France (DVD) : Arte Editions-Studio 37
- Format : couleurs - 35 mm
- Genre : documentaire parodique, court métrage

## Distribution
- Paulo José (en) : le narrateur
- Ciça Reckziegel : Dona Anete
- Luciana Azevedo : Ana Luizia Nunes
- Irene Schmidt : la cliente
- Takahiro Suzuki : M. Suzuki

## Analyse
Le film critique l'organisation de nos sociétés, sur le fait que bien que nous soyons tous humains, certains d'entre nous ne semblent pas avoir les mêmes droits que d'autres. Cette critique est implicite dans le film. Par exemple, le film identifie les Juifs comme étant « aussi » des êtres humains, tout en montrant des images liées à la Shoah.

## Récompenses
- Ours d'argent du court métrage lors du festival de Berlin en 1990[2]
- Prix de la presse et prix du public lors du festival international du court métrage de Clermont-Ferrand en 1991[2]

## Réception critique
« Les images sont hétérogènes, mêlant des scènes de documentaires, des portraits (individuels ou de groupe), des séquences d'archives, des schémas, des collages où l'image tressaute comme un flipper électrique. L'Île aux fleurs, c'est le chaos d'un monde filmé et classé par une sorte de Facteur Cheval du documentaire qui, entre Swift et Luc Moullet, brasserait un bric-à-brac de données platement objectives sur fond d'ironie et de lucidité pessimiste – excusez le pléonasme. Bric-à-brac, voire. Car tout cela aboutit à la décharge publique sise sur l'île aux fleurs, là où les autochtones les plus pauvres fouissent les ordures après les porcs pour y trouver quelque nourriture. Rien à voir avec un pensum tiers-mondiste plein de bons sentiments. La charge est d'autant plus forte qu'elle s'inscrit dans le normal, la vérité, la logique, le cours du monde, décrit avec cet humour qui est, comme chacun sait, la politesse du désespoir. Et la dénonciation est d'autant plus efficace que l'horreur n'est pas dite mais nous saute à la gorge. »

— Jacques Kermabon.